# Informationslogistik
Informationslogistik befasst sich als ein Teilgebiet des Informationsmanagements mit Informationsflüssen innerhalb einer Organisationseinheit. Ziel ist die Optimierung der Verfügbarkeit und der Durchlaufzeiten von Information. Anders ausgedrückt befasst sich die Informationslogistik mit der Bereitstellung der
- richtigen Information
- zur richtigen Zeit
- im richtigen Format / in der richtigen Qualität
- für den richtigen Adressaten
- am richtigen Ort

Eine schlanke Informationslogistik fokussiert den Wert der Information für den Kunden.
Methoden zur Erreichung dieses Zieles sind
- die Analyse des Informationsbedarfs
- die Optimierung des Informationsflusses
- Sicherstellung einer hohen Flexibilität in technischer und organisatorischer Hinsicht

Der Begriff wurde von dem indischen Mathematiker und Bibliothekar S. R. Ranganathan geprägt.

## Informationsstand
Zu beachten ist hierbei v. a., welcher Kommunikationspartner bereits welche Teile der notwendigen Informationen besitzt, und in welcher Version. Dadurch kann die Menge an Information, die ihm noch zu übermitteln ist, reduziert werden.
Der Wissensstand ist somit eine Meta-Information – eine Zuordnung zwischen a) jedem Kommunikationspartner und b) den (relevanten) Informationen, die dem jeweiligen Partner zurzeit bekannt sind. Bei zeitlich veränderlichen Informationen wird diesen zur Unterscheidung meist ein Zeitstempel oder eine Versionsnummer zugeordnet.